# M163
20-мм зенитная самоходная установка M163 (англ. 20mm Self-Propelled Air Defence Gun M163), также известная как Система противовоздушной обороны «Вулкан» (англ. Vulcan Air Defence System) — зенитная самоходная установка США периода 1960-х годов. Была создана Рок-Айлендским арсеналом в 1964—1965 годах путём установки на шасси бронетранспортёра M113 зенитного орудия, разработанного на базе авиационной 20-мм пушки. На башне ЗСУ смонтирована станция наведения AN/VPS-2, сопряжённая с зенитным автоматом. Серийное производство M163 осуществлялось компанией General Electric (впоследствии филиал ответственный за выпуск и регламентное обслуживание установок был приобретён General Dynamics) и несколькими ассоциированными подрядчиками с 1967 года, всего было выпущено 671 ЗСУ этого типа. Программа работ по модернизации и продлению срока эксплуатации установок в войсках (Product Improved Vulcan Air Defense System, сокр. PIVADS) реализовывалась компанией Lockheed Electronics.
M163 начала поступать в войска США с 1969 года и совместно с ЗРК MIM-72 составила основу ПВО танковых дивизий. M163 использовались войсками США во Вьетнамской войне, но в 1980-е годы была снята с вооружения США в связи с устарелостью. M163 активно поставлялась на экспорт и использовалась Израилем в Войне Судного дня и Ливанской войне, а Марокко — в Войне в Западной Сахаре. По состоянию на 2010 год, M163 всё ещё остаётся на вооружении в ряде стран.

## Задействованные структуры
В производстве и дальнейшем обслуживании ЗСУ были задействованы следующие коммерческие структуры:
- Система управления огнём, зенитный автомат — General Electric Co., Armament Division[2][3][4] → General Dynamics Corp., Armament and Technical Products, Inc., Берлингтон, Вермонт;[5][6][7]
- Стволы — Maremont Corp., Saco-Lowell Northeast Division[англ.], Сако, Мэн;[8]
- Радиолокационные средства, контрольно-проверочная аппаратура — Lockheed Electronics Co., Плейнфилд, Нью-Джерси;[9][10] Electro-Magnetic Technology Corp., Монтгомеривилл, Пенсильвания;[11][12]
- Боевая машина — FMC Corp., Ordnance Division, Сан-Хосе, Калифорния;[13][14]

## На вооружении
- США — сняты с вооружения[15]
- Израиль — 105 ЗСУ, по состоянию на 2010 год[16]
- Йемен — 20 ЗСУ, по состоянию на 2010 год[17]
- Иордания — 139 ЗСУ, по состоянию на 2010 год[18]
- Марокко — 60 ЗСУ, по состоянию на 2010 год[19]
- Саудовская Аравия — 92 ЗСУ, по состоянию на 2010 год[20]
- Судан — 8 ЗСУ, по состоянию на 2010 год[21]
- Таиланд — 24 ЗСУ, по состоянию на 2010 год[22]
- Чили — некоторое количество, по состоянию на 2010 год[23]
- Эквадор — 44 ЗСУ, по состоянию на 2010 год[24]